# ودروکا، شهرستان جاروا
ودروکا، شهرستان جاروا (به لاتین: Vedruka, Järva County) یک روستا در استونی است که در دهستان روسنا-آلیکو واقع شده‌است.